# Ademaro Romano
Ademaro Romano, Ademarus Romanus in lingua latina (Scalea, 1280 – Scalea, 2 dicembre 1345 in base alla XIII Indizione, riportata sul sarcofago), è stato un ammiraglio italiano, regio consigliere di Roberto d'Angiò, Signore di Scalea, Signore di Viggianello, Signore di Macchia Saracena (1336-1343), podestà, per concessione di Roberto d'Angiò, di Pietra Morella.

## Biografia

### Origine
Ademaro o Ademario Romano nasce a Scalea nel 1280, figlio di Leonardo (o Bartolomeo o Marino) e fratello di Gaudio Regio Ciambellano del Re Roberto d'Angiò e capitano generale di Calabria nel 1310 e anche fratello di Adenolfo anch'egli ammiraglio di Calabria dal 1313. Ademaro fu padre (o zio) di Giovanna damigella di Sancha d'Aragona dal 1329. Il padre di Ademaro era un facoltoso e nobile gentiluomo forse originario di Sorrento che giunse a Scalea a seguito dei d'Angiò. La famiglia Romano risulterebbe abbia finanziato Carlo d'Angiò contro Manfredi.

### Gioventù
Nel 1284, fedelissimi dell'ammiraglio Ruggiero di Lauria, fanno sì che la città si schieri subito al fianco di Pietro d'Aragona nella guerra del vespro. Ciò causò la necessità da parte della Famiglia Romano di abbandonare Scalea alla volta di Napoli. Risulta che Ademaro percepisca annualmente sei once d'oro in quanto ”quia exulat patria”.

### Servizio sotto Re Roberto d'Angiò
Nel 1313 Ademaro, considerato della Scalea “unus de milioribus dicte terre”, ricoprirà i ruoli di sovrintendente dei porti della Calabria, Vice Ammiraglio della flotta Angioina e nel 1315 sarà ambasciatore del Regno di Napoli ad Avignone presso il papa Giovanni XXII.
Nell'agosto del 1317 Ademaro fu mandato dal Re Roberto d'Angiò a sedare una rivolta nella città di Sorrento. I cittadini si opponevano all'obbligo di giuramento, richiesto dal Re, alla promessa sposa del Duca di Calabria e quindi che la città fosse data come pegno di dote a Caterina d'Asburgo a fronte di quarantamila marchi d'argento.
Nel maggio del 1325 Ademaro, alla guida di 120 galee, seguirà Carlo d’Angiò Duca di Calabria in un'operazione militare nell'isola siciliana contro Federico III d’Aragona, Zio dello stesso Duca, accusato di essere artefice di una congiura ai danni di Re Roberto. La flotta sbarcò nei pressi di Palermo e mise a ferro e fuoco tutto il circondario della città. Poiché la conquista della città era giunta ad una fase di stallo, il 16 giugno, l'esercito mosse verso Marsala, Castelvetrano e finì con l'assediare Messina, rifugio di Federico III, per tutto il mese di agosto.
Il 23 settembre Ademaro, sempre al seguito del Duca di Calabria, prese parte alla schiacciante vittoria nella battaglia di Altopascio al fianco della fazione Guelfa fiorentina. La vittoria consacrò il Duca di Calabria signore di Firenze per 10 anni.
A seguito della scesa in Italia di Ludovico il Bavaro, temendo una sicura disfatta militare, Re Roberto iniziò la riorganizzazione gerarchica dell'esercito e, come ricompensa ai recenti successi e dei suoi servigi, nominerà Ademaro Grande Ammiraglio del Regno e Consigliere Regio nel 1327.
Nel 1332 Ademaro Romano, al comando di una spedizione diplomatico-militare, venne inviato a Genova al fine di riappacificare le fazioni Guelfe e Ghibelline della città. L'azione favorì con un largo consenso il prolungamento del diritto di signoria sulla città di Re Roberto.
Nell'estate del 1338, a seguito della morte del regnante di Sicilia Federico III d'Aragona, ci furono le basi per un nuovo tentativo di conquista dell'isola siciliana. Ademaro Romano, essendo questo il suo secondo intervento militare in quella terra, comanderà la prima armata, mentre la seconda armata veniva guidata da Carlo Duca di Durazzo. L'esercito sbarcò nei pressi dell'odierna Campofelice di Roccella e conquistò subito le città limitrofe quali Collesano, Grattieri e Brucato e quindi ottenne la resa, per carestia, di Termini il 27 agosto. Continuarono gli sbarchi delle milizie lungo la costa per i giorni avvenire ma rapidamente si diffuse una pestilenza tra soldati e cavalieri che non risparmiò nemmeno gli animali. L'impresa si concluse con un repentino ritiro dall'isola. Al rientro della spedizione la pestilenza si diffuse nel regno.
Nel 1339 Ademaro fu mandato, da Re Roberto d'Angiò a sedare un forte dissidio, per questioni di confini territoriali - ”pro quibus fuit magna discordia suscitata”, tra il governatore dell'Università di Gaeta, Francesco Manganella, ed il conte di Fondi, Nicola Gaetani, nonché vassallo del castello di Itri. Ademaro, affiancato da Tommaso d'Aquino conte di Belcastro, provvederà alla destituzione del Manganella al fine di instaurare la pace tra l'università e il conte di Fondi.
Ademaro ricoprirà il ruolo di ammiraglio fino al suo definitivo ritiro nel 1339, anno in cui cederà il comando a Leonardo da Vassallo sempre di Scalea. Ademaro risiederà a Palazzo dei Principi di Scalea fino alla sua morte nel 1344.

### Altre note
In numerosi documenti in cui viene nominato l'ammiraglio Ademaro si apprende la sua frequente presenza lungo la costa ligure: per approvvigionamento di armi, reclutamento di nuovi legni (navi), per servizi diplomatico militari legati alle attività guelfe nella regione e per i frequenti viaggi di Roberto d'Angiò in Provenza.
"Ma tutto questo è ancor nulla di fronte a quel che capita a Giovanni di Leone di Maiorca a Porto Maurizio, nel 1330. Egli è diretto a Genova, con un grosso carico di riso e merci diverse, quando, sbattuto dalla tempesta, è costretto a prender terra a Porto Maurizio. Gli abitanti lo accolgono bene, ma ecco avvistarsi il Vice-Ammiraglio del Regno, Aldemario Romano di Scalea, con undici galee armate, proveniente dalla Provenza. Giunto nel porto, il degnissimo comandante vuole impadronirsi della nave maioricana! I cittadini di Porto Maurizio, indignati da sì fatto odioso e inqualificabile procedimento, assumono le difese dell'infelice mercante e si viene alle mani. Sciaguratamente, le cose prendono delle proporzioni imprevedibili; vi sono dei feriti e dei morti dall'una e dall'altra parte, e la nave contesa viene, alla fine, catturata dall'Ammiraglio! Il Re va in furia ed ordina che a qualunque costo sia fatta giustizia al mercante, danneggiato per una somma cospicua, poiché - egli esclama - maiorcanos speciali prosequimur cariiate (Tratto da: Roberto d'Angiò e i suoi tempi – Caggese Romolo – Firenze, 1922, pp. 562)

### Il monumento sepolcrale
Ademaro Romano fu sepolto nella cappella di S. Caterina della chiesa di San Nicola in Plateis di Scalea ed il suo monumento sepolcrale in stile gotico, forse commissionato quando era ancora in vita, è riconosciuto come massima espressione artistica dell'epoca ed è riconducibile alla scuola di Tino di Camaino.
Nel 1555 il monumento di Ademaro Romano verrà profanato dalle masnade del corsaro Dragut, nel corso di una scorribanda lungo la costa, e privato della spada d'argento appartenuta all'ammiraglio.
Inscrizione sul monumento sepolcrale:
"NOBILIS CLERVS MILES IACET HIC ADIMARVS DICTVS ROMANVS FIDELISSIMO ROBORE SINVS VRBS QVAM DONAVIT PARTIAMQVE RENOVAVIT HIC AMMIRATI REGNI FVNGENS VICE PLENA REGIS DILECTVS ET FVLSIT AD ARDVA VECTVS FVLGEAT IN COELIS VT ILLE FIDELIS OBIIT HIC DOMINVS ANNO DOMINI MCCCXXXXIIII DIE SECVNDA MENSIS DICEMBRIS - XIIII"

### Stemma di famiglia
Leone rampante su fondo blu coronato da un lambello angioino rosso.